# Temporada 2003 del Campeonato de España de F3
La Temporada 2003 del Campeonato de España de Fórmula 3 es la tercera edición de este campeonato. Esta edición contó con 9 escuderías participantes, todas ellas españolas. El ganador de esta edición fue el brasileño Ricardo Maurício. Subcampeón quedó Daniel Martín por segunda vez en el campeonato después de la temporada 2001, repitiendo la tercera posición como en la temporada anterior estuvo Borja García. Entre estos 3 pilotos hubo una diferencia final de solo 8 puntos.

## Calendario

### Winter Series
| Carrera | Circuito             | Localización | Fecha        | Ganador       |
| ------- | -------------------- | ------------ | ------------ | ------------- |
| 1       | Circuito de Albacete | Albacete     | 2 de febrero | Pedro Barral  |
| 2       | Circuito de Albacete | Albacete     | 2 de febrero | Daniel Martín |

### Temporada
| Ronda | Ronda | Circuito                       | Localización               | Fecha            |
| ----- | ----- | ------------------------------ | -------------------------- | ---------------- |
| 1     | C1    | Circuito de Albacete           | Albacete                   | 27 de abril      |
| 1     | C2    | Circuito de Albacete           | Albacete                   | 27 de abril      |
| 2     | C1    | Circuito del Jarama            | San Sebastián de los Reyes | 18 de mayo       |
| 2     | C2    | Circuito del Jarama            | San Sebastián de los Reyes | 18 de mayo       |
| 3     | C1    | Circuito de Jerez              | Jerez                      | 31 de mayo       |
| 3     | C2    | Circuito de Jerez              | Jerez                      | 31 de mayo       |
| 4 I   | C1    | Autódromo do Estoril           | Estoril                    | 6 de julio       |
| 4 I   | C2    | Autódromo do Estoril           | Estoril                    | 6 de julio       |
| 5     | C1    | Circuito Ricardo Tormo         | Cheste                     | 14 de septiembre |
| 5     | C2    | Circuito Ricardo Tormo         | Cheste                     | 14 de septiembre |
| 6 I   | C1    | Circuito de Jerez              | Jerez                      | 12 de octubre    |
| 7 I   | C1    | Circuito de Barcelona-Cataluña | Montmeló                   | 9 de noviembre   |
| 7 I   | C2    | Circuito de Barcelona-Cataluña | Montmeló                   | 9 de noviembre   |

## Escuderías y pilotos
| Escudería                | N.º | Pilotos                  | Icono | Rondas |
| ------------------------ | --- | ------------------------ | ----- | ------ |
| EV Racing                | 1   | Emilio de Villota, jr.   | I     | Todas  |
| EV Racing                | 2   | Ricardo Risatti          | C     | 1-5    |
| EV Racing                | 2   | Alejandro Núñez          | I     | 6      |
| EV Racing                | 2   | Víctor Ordóñez           | I     | 7      |
| EV Racing                | 3   | Andy Soucek              | I     | Todas  |
| Racing Engineering       | 4   | Pedro Barral             | I     | Todas  |
| Racing Engineering       | 5   | Ricardo Maurício         |       | Todas  |
| Racing Engineering       | 6   | Dennis Furchheim         |       | 1-3    |
| Racing Engineering       | 6   | Juan Antonio del Pino    | I     | 4-6    |
| Racing Engineering       | 6   | Jan Heylen               |       | 7      |
| Racing Engineering       | 7   | Lorenço Beirão           | I     | Todas  |
| Meycom Sport - Profiltek | 8   | José Manuel Pérez-Aicart | I     | 1-6    |
| Meycom Sport - Profiltek | 8   | Adrián Vallés            |       | 7      |
| Meycom Sport - Profiltek | 9   | Álvaro Barba             | I     | Todas  |
| ECA Racing               | 10  | Roc Mas                  | C I   | 5-7    |
| ECA Racing               | 11  | Daniel Martín            | I     | Todas  |
| ECA Racing               | 12  | Ricardo Ferrando         |       | 1-2    |
| ECA Racing               | 12  | Roldán Rodríguez         | I     | 4-7    |
| GTA Motor Competición    | 14  | Borja García             | I     | Todas  |
| GTA Motor Competición    | 15  | María de Villota         | I     | Todas  |
| GTA Motor Competición    | 16  | Angelo Serafim           |       | Todas  |
| Azteca Motorsport        | 17  | Sergio Hernández         | I     | Todas  |
| Azteca Motorsport        | 18  | Marc McLoughlin          |       | 1      |
| Azteca Motorsport        | 18  | Alejandro Núñez          | I     | 2-5    |
| G-Tec Sport              | 19  | Victor Ordóñez           |       | 1      |
| G-Tec Sport              | 19  | Henri Niskanen           |       | 2      |
| G-Tec Sport              | 19  | Francisco J. Reina       |       | 3      |
| G-Tec Sport              | 19  | Juan Antonio del Pino    | I     | 7      |
| G-Tec Sport              | 20  | Ángel Romero             |       | 3      |
| Elide Racing             | 21  | Alejandro Núñez          |       | 1      |
| Elide Racing             | 22  | Roldán Rodríguez         |       | 1-3    |
| Elide Racing             | 22  | Ricardo Risatti          | C     | 6-7    |
| Skualo competición       | 23  | Roc Mas                  | C I   | 1-4    |

| Icono   | Significado                      |
| ------- | -------------------------------- |
| C       | Puntuable para la Copa Junior    |
| I       | Puntuable para el Trofeo Ibérico |
| Cursiva | Piloto invitado                  |

## Clasificaciones

### Pilotos
- Sistema de puntuación:

| Pos | 1  | 2  | 3  | 4  | 5  | 6  | 7 | 8 | 9 | 10 | 11 | 12 | 13 | 14 | 15 | PP | VR |
| --- | -- | -- | -- | -- | -- | -- | - | - | - | -- | -- | -- | -- | -- | -- | -- | -- |
| Pts | 20 | 18 | 16 | 14 | 12 | 10 | 9 | 8 | 7 | 6  | 5  | 4  | 3  | 2  | 1  | 1  | 2  |

| Pos                                     | Piloto                   | ALB | ALB | JAR | JAR | JER | JER | EST | EST | VAL | VAL | JER | CAT | CAT | Retención | Puntos |
| --------------------------------------- | ------------------------ | --- | --- | --- | --- | --- | --- | --- | --- | --- | --- | --- | --- | --- | --------- | ------ |
| 1                                       | Ricardo Maurício         | 9   | 4   | Ret | 15  | 3   | 1   | 1   | 1   | 1   | 5   | 1   | 1   | 5   | (191) - 1 | 190    |
| 2                                       | Daniel Martín            | 2   | Ret | 1   | 3   | 1   | 6   | 2   | 2   | 12  | 6   | Ret | 4   | 1   |           | 184    |
| 3                                       | Borja García             | 1   | Ret | 9   | 2   | 8   | 2   | 3   | 5   | 2   | 1   | 4   | 6   | 2   | (189) - 7 | 182    |
| 4                                       | Andy Soucek              | 6   | 2   | 4   | 4   | 4   | 3   | Ret | 7   | 10  | Ret | 2   | 5   | 13  |           | 136    |
| 5                                       | José Manuel Pérez-Aicart | 3   | 1   | Ret | 1   | 2   | 12  | Ret | 4   | 13  | 4   | 3   |     |     |           | 130    |
| 6                                       | Angelo Serafim           | 8   | 5   | 2   | 6   | 14  | Ret | 4   | 3   | 4   | Ret | Ret | 11  | 9   |           | 110    |
| 7                                       | Sergio Hernández         | 11  | DNS | 6   | 5   | 7   | 5   | 6   | 9   | 3   | 7   | 9   | 10  | Ret |           | 103    |
| 8                                       | Pedro Barral             | 4   | Ret | 10  | 7   | 6   | 10  | 5   | 15  | 7   | 3   | Ret | 12  | 11  |           | 94     |
| 9                                       | Lourenço Beirão          | 10  | 7   | 5   | 10  | 5   | 4   | Ret | 12  | 8   | DNS | Ret | 8   | 8   |           | 87     |
| 10                                      | Juan Antonio del Pino    |     |     |     |     |     |     | 7   | Ret | 5   | 2   | 7   | 3   | 6   |           | 74     |
| 11                                      | Ricardo Risatti          | 5   | 3   | 7   | 11  | 18  | DNS | 8   | 8   | 14  | Ret | Ret | 16  | 7   |           | 69     |
| 12                                      | Álvaro Barba             | Ret | DNS | 14  | 16  | 9   | 7   | 10  | Ret | DSQ | Ret | 6   | 2   | 4   |           | 68     |
| 13                                      | María de Villota         | Ret | 10  | 8   | 8   | 12  | Ret | Ret | 10  | 9   | DNS | 5   | 13  | 10  |           | 63     |
| 14                                      | Roldán Rodríguez         | 12  | 6   | Ret | 9   | 13  | Ret | 9   | 6   | 6   | 8   | Ret | DNS | Ret |           | 59     |
| 15                                      | Emilio de Villota, jr.   | 14  | 9   | 11  | 17  | 11  | 8   | 12  | 13  | DSQ | Ret | Ret | 15  | 12  |           | 42     |
| 16                                      | Dennis Furchheim         | 13  | Ret | 3   | 13  | 10  | DSQ |     |     |     |     |     |     |     |           | 28     |
| 17                                      | Alejandro Núñez          | Ret | DNS | 13  | 12  | Ret | 13  | 11  | 11  | DNS | DNS | 8   |     |     |           | 28     |
| 18                                      | Roc Mas                  | 15  | 11  | 15  | 14  | 16  | DNS | 13  | 14  | 11  | Ret | Ret | Ret | Ret |           | 19     |
| 19                                      | Marc McLoughlin          | 7   | 8   |     |     |     |     |     |     |     |     |     |     |     |           | 17     |
| 20                                      | Ángel Romero             |     |     |     |     | 17  | 9   |     |     |     |     |     |     |     |           | 7      |
| 21                                      | Francisco J. Reina       |     |     |     |     | 15  | 11  |     |     |     |     |     |     |     |           | 6      |
| 22                                      | Henri Niskanen           |     |     | 12  | Ret |     |     |     |     |     |     |     |     |     |           | 4      |
| 23                                      | Victor Ordóñez           | Ret | Ret |     |     |     |     |     |     |     |     |     | 14  | Ret |           | 2      |
| 24                                      | Ricardo Ferrando         | Ret | DNS | Ret | DNS |     |     |     |     |     |     |     |     |     |           | 0      |
| Pilotos invitados no aptos para puntuar |                          |     |     |     |     |     |     |     |     |     |     |     |     |     |           |        |
| 25                                      | Jan Heylen               |     |     |     |     |     |     |     |     |     |     |     | 7   | 3   |           | 0      |
| 26                                      | Adrián Vallés            |     |     |     |     |     |     |     |     |     |     |     | 9   | DNS |           | 0      |
| Pos                                     | Piloto                   | ALB | ALB | JAR | JAR | JER | JER | EST | EST | VAL | VAL | JER | CAT | CAT | Retención | Puntos |

| Color     | Resultado                                                               |
| --------- | ----------------------------------------------------------------------- |
| Oro       | Ganador                                                                 |
| Plata     | 2.ª plaza                                                               |
| Bronce    | 3.ª plaza                                                               |
| Verde     | Finalizó en los puntos                                                  |
| Azul      | Finalizó sin puntos                                                     |
| Azul      | NC - No clasificado                                                     |
| Violeta   | Ret - No terminó (Carrera)                                              |
| Rojo      | DNQ - No se clasificó                                                   |
| Negro     | DSQ - Descalificado                                                     |
| Blanco    | DNS - No empezó (carrera)                                               |
| Blanco    | WD - Retirado (fin de semana)                                           |
| Blanco    | C - Carrera cancelada                                                   |
| Sin color | DNP - Inscrito pero no participó                                        |
| Sin color | INJ - Lesionado                                                         |
| Sin color | EX - Excluido                                                           |
| Estado    | Resultado                                                               |
| Negrita   | Pole position                                                           |
| Cursiva   | Vuelta rápida                                                           |
| †         | Abandona, pero clasifica al completar el porcentaje requerido para ello |

### Escuderías
- Sistema de puntuación:

| Pos    | 1  | 2 | 3 | 4 | 5 |
| ------ | -- | - | - | - | - |
| Puntos | 10 | 8 | 6 | 4 | 3 |

| Pos | Escudería             | N.º C. | ALB | ALB | JAR | JAR | JER | JER | EST | EST | VAL | VAL | JER | CAT | CAT | Retención | Pts |
| --- | --------------------- | ------ | --- | --- | --- | --- | --- | --- | --- | --- | --- | --- | --- | --- | --- | --------- | --- |
| 1   | Racing Engineering    | 4      | 4   | Ret | 10  | 7   | 6   | 10  | 5   | 15  | 7   | 3   | Ret | 12  | 11  | (123) - 4 | 119 |
| 1   | Racing Engineering    | 5      | 9   | 4   | Ret | 15  | 3   | 1   | 1   | 1   | 1   | 5   | 1   | 1   | 5   | (123) - 4 | 119 |
| 1   | Racing Engineering    | 6      | 13  | Ret | 3   | 13  | 10  | DSQ | 7   | Ret | 5   | 2   | 7   | 7   | 3   | (123) - 4 | 119 |
| 1   | Racing Engineering    | 7      | 10  | 7   | 5   | 10  | 5   | 4   | Ret | 12  | 8   | DNS | Ret | 8   | 8   | (123) - 4 | 119 |
| 2   | GTA Motor Competición | 14     | 1   | Ret | 9   | 2   | 8   | 2   | 3   | 5   | 2   | 1   | 4   | 6   | 2   | (96) - 3  | 93  |
| 2   | GTA Motor Competición | 15     | Ret | 10  | 8   | 8   | 12  | Ret | Ret | 10  | 9   | DNS | 5   | 13  | 10  | (96) - 3  | 93  |
| 2   | GTA Motor Competición | 16     | 8   | 5   | 2   | 6   | 14  | Ret | 4   | 3   | 4   | Ret | Ret | 11  | 9   | (96) - 3  | 93  |
| 3   | ECA Racing            | 10     |     |     |     |     |     |     |     |     | 11  | 9   | Ret | Ret | Ret |           | 64  |
| 3   | ECA Racing            | 11     | 2   | Ret | 1   | 3   | 1   | 6   | 2   | 2   | 12  | 6   | Ret | 4   | 1   |           | 64  |
| 3   | ECA Racing            | 12     | Ret | DNS | Ret | DNS |     |     | 9   | 6   | 6   | 8   | Ret | DNS | Ret |           | 64  |
| 4   | Meycom Sport          | 8      | 3   | 1   | Ret | 1   | 2   | 12  | Ret | 4   | 13  | 4   | 3   | 9   | DNS |           | 60  |
| 4   | Meycom Sport          | 9      | Ret | DNS | 14  | 16  | 9   | 7   | 10  | Ret | DSQ | Ret | 6   | 2   | 4   |           | 60  |
| 5   | EV Racing             | 1      | 14  | 9   | 11  | 17  | 11  | 8   | 12  | 13  | DSQ | Ret | Ret | 15  | 12  |           | 46  |
| 5   | EV Racing             | 2      | 5   | 3   | 7   | 11  | 18  | DNS | 8   | 8   | Ret | Ret | 8   | 14  | Ret |           | 46  |
| 5   | EV Racing             | 3      | 6   | 2   | 4   | 4   | 4   | 3   | Ret | 7   | 10  | Ret | 2   | 5   | 13  |           | 46  |
| 6   | Azteca Motorsport     | 17     | 11  | DNS | 6   | 5   | 7   | 5   | 6   | 9   | 3   | 7   | 9   | 10  | Ret |           | 9   |
| 6   | Azteca Motorsport     | 18     | 7   | 8   | 13  | 12  | Ret | 13  | 11  | 11  | DNS | DNS |     |     |     |           | 9   |
| 7   | G-TEC Sport           | 19     | Ret | Ret | 12  | Ret | 15  | 11  |     |     |     |     |     | 3   | 6   |           | 6   |
| 7   | G-TEC Sport           | 20     |     |     |     |     | 17  | 9   |     |     |     |     |     |     |     |           | 6   |
| 8   | Elide Racing          | 21     | Ret | DNS |     |     |     |     |     |     |     |     |     |     |     |           | 0   |
| 8   | Elide Racing          | 22     | 12  | 6   | Ret | 9   | 13  | Ret |     |     |     |     |     | 16  | 7   |           | 0   |
| 9   | Skualo Competición    | 23     | 15  | 11  | 15  | 14  | 16  | DNS | 13  | 14  |     |     |     |     |     |           | 0   |
| Pos | Escudería             | N.º C. | ALB | ALB | JAR | JAR | JER | JER | EST | EST | VAL | VAL | JER | CAT | CAT | Retención | Pts |